# Камден (боро Лондона)
Ка́мден (Кэмден; англ. London Borough of Camden, МФА: [ˈkæmdən]о файле) — один из 32 лондонских боро, расположен в центре внутреннего Лондона к северу от Вестминстера и Сити. Занимает площадь в 21 км² и тянется от Хай-Холборна до парка Хэмпстед-хит. Историческим центром является район Камден-Таун, носящий имя 1-го графа Кемдена. На 2021 год средняя стоимость недвижимости в Камдене составляла £709200. При этом, разбег цен здесь достаточно ощутимый: от £202500 до £3550000.

## История
В старину территория Камдена была заселена ремесленниками. Здесь делали часы (в Клеркенвелле), фортепиано, мебель и ювелирные изделия. При Ганноверской династии район Блумсбери стал преображаться. Британские аристократы охотно вкладывали средства в застройку, чтобы затем сдавать недвижимость в аренду. Так возникли Квин-сквер, Рассел-сквер, Фицрой-сквер, Блумсбери-сквер и Бедфорд-сквер — квадратные площади с садиками посередине, до сих пор сохраняющие первоначальную георгианскую застройку.
В начале XIX века, в эпоху Регентства, Лондон продолжал расти на север. Архитектор Джон Нэш по просьбе принца-регента разбил на юге Камдена обширный Риджентс-парк, откуда на север был прорыт канал Риджентс. Его окрестности Роберт Браунинг прозвал «маленькой Венецией». Опытный застройщик Томас Кьюбитт создал новые камденские площади — Гордон-сквер и Уобёрн-сквер.
Успехи Кьюбитта и других градостроителей создали предпосылки для быстрого роста населения Камдена в викторианскую эпоху. Именно здесь разместились Британский музей и Лондонский университет, были выстроены гигантские вокзальные комплексы Кингс-Кросс и Сент-Панкрас (последний назван в честь церкви св. Панкратия, одной из старейших в Лондоне). В 1960-е годы произошёл бурный рост района и его превращение в важную туристическую достопримечательность Лондона: были возведены новые многоквартирные дома, а склады и доки Риджентс-канала были переоборудованы в ремесленные рынки. Тогда же в Камдене появились небоскрёбы Юстен Тауэр и BT Tower — самое высокое здание Лондона.
В настоящее время фешенебельные кварталы Камдена соседствуют с довольно демократичной застройкой. Среди лондонцев особой популярностью пользуются блошиные рынки Камдена, а также сквер Линкольнс-Инн-Филдс — самая большая площадь Лондона и прототип манхэттенского Центрального парка.

## Население
По данным переписи 2011 года в Камдене проживало 220 100 человек. Из них 16,1 % составили дети (до 15 лет), 71 % лица трудоспособного возраста (от 16 до 64 лет) и 12,9 % лица пожилого возраста (от 65 лет и выше).

### Этнический состав
Основные этнические группы, согласно переписи 2007 года:
71,6 % — белые, в том числе 52,4 % — белые британцы, 3,5 % — белые ирландцы и 15,7 % — другие белые (греки, русские, поляки, португальцы, итальянцы, французы, евреи, немцы, венгры, румыны, болгары, албанцы, македонцы, австралийцы, новозеландцы, датчане);
10,2 % — выходцы из Южной Азии, в том числе 5,7 % — бенгальцы, 3,6 % — индийцы и 0,9 % — пакистанцы;
7,2 % — чёрные, в том числе 5,1 % — чёрные африканцы (нигерийцы, сомалийцы, танзанийцы), 1,6 % — чёрные карибцы (ямайцы) и 0,5 % — другие чёрные;
3,9 % — метисы, в том числе 1,2 % — азиаты, смешавшиеся с белыми, 0,8 % — чёрные карибцы, смешавшиеся с белыми, 0,6 % — чёрные африканцы, смешавшиеся с белыми и 1,3 % — другие метисы;
2,7 % — китайцы;
1,2 % — другие азиаты (турки-киприоты, ливанцы, тайцы);
3,1 % — другие (колумбийцы, боливийцы, марокканцы).

### Религия
Статистические данные по религии в боро на 2011 год:
| Религия      | Камден % | Лондон % | Англия % |
| ------------ | -------- | -------- | -------- |
| Христианство | 33,9     | 48,4     | 59,4     |
| Ислам        | 12,1     | 12,4     | 5,0      |
| Иудаизм      | 4,5      | 1,8      | 0,5      |
| Индуизм      | 1,4      | 5,0      | 1,5      |
| Буддизм      | 1,3      | 1,0      | 0,5      |
| Сикхизм      | 0,2      | 1,5      | 0,8      |
| Другие       | 0,6      | 0,6      | 0,4      |
| Нет религии  | 25,5     | 20,7     | 24,7     |
| Не указана   | 20,5     | 8,5      | 7,2      |